# Abborrtjärnen (Lima socken, Dalarna, 676505-136918)
Abborrtjärnen är en sjö i Malung-Sälens kommun i Dalarna och ingår i Dalälvens huvudavrinningsområde.